# Алексеювка
Алексеювка (пол. Aleksiejówka) — деревня в Сейненском повете Подляского воеводства Польши. Входит в состав гмины Гибы. По данным переписи 2011 года, в деревне проживало 26 человек.

## География
Деревня расположена на северо-востоке Польши, на правом берегу реки Марыха, к северу от озера Поможе, на расстоянии приблизительно 7 километров к югу от города Сейны, административного центра повета. К западу от Алексеювки проходит национальная автодорога 16.

## История
В 1888 году в деревне проживало 67 человек. В этноконфессиональном отношении большинство население деревни составляли поляки-католики (51 человек), остальные — великоруссы-старообрядцы. В административном отношении деревня Алексеювка входила в состав гмины Покровск Сейнского уезда Сувалкской губернии.

В период с 1975 по 1998 годы Алексеювка являлась частью Сувалкского воеводства.